# Сайпресс-авеню (линия Пелем, Ай-ар-ти)
|   |     |     |     |   |
| · | · л | · э | · л | · |

|   |     |     |     |   |
| · | · л | · э | · л | · |

«Сайпресс-авеню» (англ. Cypress Avenue) — станция Нью-Йоркского метрополитена, расположенная на линии Пелем, Ай-ар-ти. Станция находится в Бронксе, в округе Мотт-Хейвен, на пересечении Сайпресс-авеню и Ист 138-й улицы. На станции останавливается маршрут 6 (круглосуточно). Станцию проходит без остановки маршрут <6> (в будни днём в пиковом направлении).

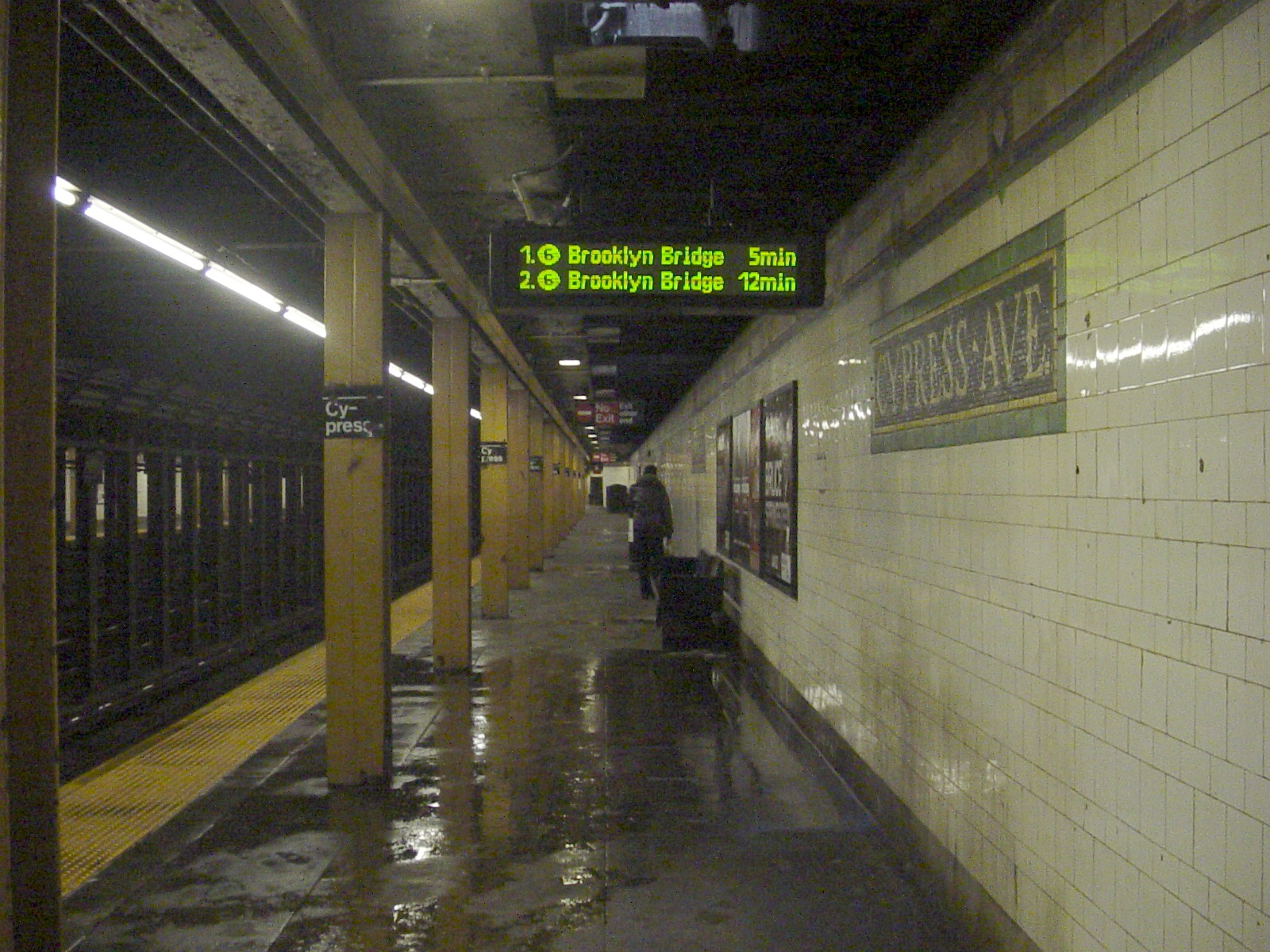
Информационное табло на станции, извещающее пассажиров об ориентировочном времени прибития поезда на станцию

Станция была открыта 17 января 1919 года, и представлена двумя боковыми платформами, обслуживающими только локальные пути.